# Александар Томашевич
Александар Томашевич (сербохорв. Александар Томашевић / Aleksandar Tomašević, 19 листопада 1908, Белград — 21 лютого 1988, Белград) — югославський футболіст і тренер. Він був одним з найкращих гравців Белграда до Другої світової війни і зіркою белградського клубу БАСК.

## Клубна кар'єра
Народився 19 листопада 1908 року в Белграді.
Грати почав у 1925 році в молодіжній команді белградського клубу «Єдинство» Jedinstva. 1929 року він перейшов до клубу «Соко», який згодом отримав назву БАСК, і з великим успіхом носив форму цього клубу протягом 11 років, до 1940 року, коли він завершив кар'єру через серйозну травму меніска.

## Виступи за збірну
Томашевич дебютував за національну збірну Королівства Югославії 15 березня 1931 року в грі проти Греції (4:1) у Белграді, в якій забив аж три голи. 4 жовтня 1931 у своєму матчі, який відбувся проти Болгарії (2:3) на Балканському кубку у Софії, нападник не реалізував пенальті, через що команда програла, а Александар надалі три роки не запрошувався до збірної.
Лише в 1934 році він повернувся до команди, зігравши на Балканському кубку 1934/35 в Афінах, де забив три голи у двох іграх, став найкращим бомбардиром турніру (разом із співвітчизником Александаром Тирнаничем) і зробив великий внесок у те, що Королівство Югославія вперше виграло цей трофей.
Останні раз за збірну зіграв 22 травня 1938 року у товариському матчі проти Італії (0:4) у Генуї. Всього Томашевич зіграв 12 ігор за національну збірну, забивши вісім голів. Крім цього футболіст провів 23 гру за збірну Белграда та одну гру за другу збірну Югославії (1934).

## Тренерська кар'єра
По завершенні ігрової кар'єри Томашевич залишився у футболі та працював тренером «Железничара» із Сараєво, «Крима» (Любляна), «Црвени Звезди», з якою виграв два національних кубки, «Одреда» (Любляна) та «Хайдука» зі Спліта, з яким виграв чемпіонат Югославії у 1951 році.
Згодом тренував белградські «Партизан» і «Раднички», і вивів останніх у вищу лігу Югославії.
Також деякий час був тренером у Греції, а завершив тренерську кар'єру у «Вардарі» зі Скоп'є, де працював у 1963–1964 роках
Помер 21 лютого 1988 року у Белграді.

## Титули і досягнення

### Як гравця
- Переможець Балканського кубка: 1934/35
- Найкращий бомбардир Балканського кубка: 1934/35 (3 голи)

### Як тренера
- Чемпіон Югославії: 1950/51
- Володар Кубка Югославії: 1948/49, 1949/50